# Brunn, Gävle kommun
Brunn är den by som utgör centrum i Hedesunda socken i Gävle kommun. Var själva brunnen som är upphov till namnet har funnits är inte klarlagt. Under 2004-2007 pågick ett EU-projekt att utforska en gammal silvergruva, Brunns silvergruva. I Brunn hålls lokala marknader och stadsfest under juli månad. Brunn är känd i skriftliga källor sedan år 1401. Inte långt från centrum fanns Hedesunda station där man förr kunde kliva på tåget till Sala eller Gävle. Här finns banker, matställen, affärer, Erlandssons Handelsträdgård, kommundelen Hedesundas skola (klass 1-7), förskolor, äldreboendet Ängslyckan, Missionskyrkan med mera. Brunn finns vid norra änden av Dalälvens forna genombrytning genom Hedesundaåsen (Enköpingsåsen). Mellan Brunn, Hedesunda och Ön cirka 3 km söderut är åsen nästan helt bortspolad där Dalälven en gång för länge sedan bröt igenom på sin väg mot nordost till Östersjön.